# Covrigi
Le covrig (au pluriel covrigi) est une pâtisserie salée roumaine, semblable à un bretzel. Il s'agit d'une spécialité de la ville de Buzău reconnue au niveau européen.

## Histoire
La légende raconte que les covrigi ont été introduits par les marchands grecs à Buzău vers 1800.
Le 1er janvier 2007, l'Union européenne donne au covrig de Buzău, une appellation d'origine protégée.

## Présentation
Le covrig est composé d'eau, de farine, de sel et de levure de boulanger, plongé brièvement dans l'eau bouillante additionnée de bicarbonate de soude puis qu'on saupoudre de fleur de sel avant la cuisson au four. 
Les covrigi sont présentés en guirlande, et vendus en majorité dans les rues des grandes villes.

## Expression
Il existe une expression courante en Roumanie qui utilise le terme covrig : « umblă câinii cu covrigi în coadă ». Cette expression s'utilise dans une phrase comme « Să nu crezi că pe acolo umblă câinii cu covrigi în coadă » (littéralement « Ne pense pas que là-bas les chiens déambulent, des bretzels enfilés sur la queue », soit « Ne pense pas que là-bas ce soit l'abondance »).